# 林塔尔 (瑞士)
林塔尔是瑞士格拉鲁斯州的一个旧市镇。该村庄于2011年1月1日在格拉鲁斯州市镇改革中与贝奇万登（Betschwanden）、布劳恩瓦尔德（Braunwald）、埃尔姆（Elm）、恩吉（Engi），哈斯伦（Haslen）、卢克辛根（Luchsingen）、马特（Matt）、米特勒迪（Mitlödi）、吕蒂（Rüti (GL)）、施万登（Schwanden (GL)）、施文迪（Schwändi）和索尔（Sool）等市镇一同并入新市镇格拉鲁斯南（Glarus Süd）。